# Caroline Lowthian
Caroline Lowthian   (1860 - 1943) fou una compositora anglesa, que adoptà el cognom del seu marit Prescott, i des de llavors fou coneguda com a Cyril Prescott.
Estudià de forma privada i durant algun temps sota la direcció de Beringer.
Es donà conèixer amb alguns valsos que agradaren molt al públic, principalment els titulats: Margarita; Venecia i Myosotis. A més, se li deuen: Gates of the West, Bittersweet, Lullaby, Auf Wiederschen, Sayonara, Beauty's Daughters, Mother Hubbard, Black and Tan polkas (polques de negres i de la floresta), La Contadina, Cobwebs, Al fresco, A la luz de la luna, ballables etc.